# أوستن تروت
أوستن تروت (بالإنجليزية: Austin Trout)‏ مواليد 18 سبتمبر 1985 في إل باسو، الولايات المتحدة، هو ملاكم محترف أمريكي يصنف ضمن فئة الوزن المتوسط. حقق بطولة رابطة الملاكمة العالمية.

## إحصائيات
خاض خلال مسيرته 33 نزالا، فاز في 30 وخسر في 3. فاز بالضربة القاضية في 17 نزالا.

## وصلات خارجية
- أوستن تروت على موقع بوكس ريك (الإنجليزية) (registration required)

- الموقع الرسمي